# Mădăraș (Mureș)
Pour les articles homonymes, voir Mădăraș.
Mădăraș ou Mezőmadaras en hongrois est une commune roumaine du județ de Mureș, dans la région historique de Transylvanie et dans la région de développement du Centre.

## Géographie
La commune de Mădăraș est située dans le centre du județ, à 10 km au nord-ouest de Târgu Mureș. Le village de Mădăraș appartenait à la commune de Band jusqu'en 2004, date à laquelle elle s'en est séparée pour devenir autonome.
La municipalité est composée d'un seul village (population en 2002) :
- Mădăraș (1 265).

## Histoire
La commune de Mădăraș a appartenu au royaume de Hongrie, puis à l'empire d'Autriche et à l'Empire austro-hongrois.
En 1876, lors de la réorganisation administrative de la Transylvanie, elle a été rattachée au comitat de Maros-Torda.
La commune de Mădăraș a rejoint la Roumanie en 1920, au traité de Trianon, lors de la désagrégation de l'Autriche-Hongrie. Après le deuxième arbitrage de Vienne, elle a été occupée par la Hongrie de 1940 à 1944, période durant laquelle la petite communauté juive fut exterminée par les Nazis. Elle est redevenue roumaine en 1945.

## Politique
Le conseil municipal de Mădăraș compte 9 sièges de conseillers municipaux. À l'issue des élections municipales de juin 2008, Gyula Arpad David (UDMR) a été élu maire de la commune.
| Parti                                      | Nombre de conseillers |
| ------------------------------------------ | --------------------- |
| Union démocrate magyare de Roumanie (UDMR) | 7                     |
| Parti démocrate-libéral (PD-L)             | 1                     |
| Candidat indépendant                       | 1                     |

## Démographie
En 1910, le village comptait 1 133 Roumains (38,60 %), 1 712 Hongrois (58,33 %) et 83 Tsiganes (2,83 %).
En 1930, on recensait 1 401 Roumains (42,08 %), 1 694 Hongrois (50,89 %), 11 Juifs (0,33 %) et 221 Tsiganes (6,64 %).
En 2002, 80 Roumains (6,10 %) côtoient 1 060 Hongrois (80,85 %) et 171 Tsiganes (13,04 %). On comptait à cette date 470 ménages et 470 logements.
| 1850  | 1880  | 1900  | 1910  | 1930  | 1956  | 1977  | 1992  | 2002  |
| ----- | ----- | ----- | ----- | ----- | ----- | ----- | ----- | ----- |
| 1 947 | 1 909 | 2 807 | 2 935 | 3 329 | 1 558 | 1 445 | 1 282 | 1 311 |

| 2007  | - | - | - | - | - | - | - | - |
| ----- | - | - | - | - | - | - | - | - |
| 1 265 | - | - | - | - | - | - | - | - |

## Économie
L'économie de la commune repose sur l'agriculture et l'élevage.

## Lieux et monuments
- Église réformée de 1804
- Château Bethlen de 1517